# Aleksandr Khyutte
Aleksandr Khyutte (né le 29 septembre 1988) est un athlète russe, spécialiste du sprint et du relais.
Son meilleur temps sur 60 m en salle est 6 s 69 à Moscou en février 2011. 7e lors des Championnats d'Europe d'athlétisme par équipes 2011 sur 100 m, il obtient la sélection de l'équipe russe de relais 4 × 100 m aux Mondiaux de Daegu en 2011 (à laquelle la Russie ne s'inscrira pas).
En juillet 2011, il remporte le 200 mètres aux Championnats de Russie, et se classe 3e sur 100 mètres.
Il porte son record sur 200 m à 20 s 77 en mai 2013 ce qui lui permet d'être qualifié pour les Championnats du monde à Moscou.